# James, hrabě z Wessexu
James Alexander Philip Theo Mountbatten-Windsor, hrabě z Wessexu (* 17. prosince 2007, Frimley) je člen britské královské rodiny. Je mladším dítětem prince Edwarda, vévody z Edinburghu, a jeho manželky Sophie, vévodkyně z Edinburghu. Je nejmladším vnoučetem královny Alžběty II. a prince Philipa, vévody z Edinburghu, a nejmladším synovcem krále Karla III. Je patnáctým v linii následnictví britského trůnu (2023).

## Narození a křest
James se narodil 17. prosince 2007 v 16:20 císařským řezem v nemocnici Frimley Park ve Frimley v Surrey. Jeho celé jméno, James Alexander Philip Theo, bylo oznámeno 21. prosince.
Pokřtěn byl 19. dubna 2008 v soukromé kapli hradu Windsor Davidem Connerem, děkanem z Windsoru. Jeho kmotry byli Alastair Bruce z Crionaichu, Duncan Bullivant, Thomas Hill, Denise Poultonová a Jeanye Irwinová. Jeho křestní roucho bylo vyrobeno podle roucha jeho prapraprapratety Viktorie dcery královny Viktorie. Od té doby se nosila na většině královských křtin a původní šaty se nyní dochovaly.
K roku 2020 navštěvoval James Eagle House School, koedukační přípravnou školu poblíž Sandhurstu v Berkshire.
Jeho matka je potomkem krále Jindřicha IV. Anglického a Roberta Moleswortha, 1. vikomta Molesworth.

## Oficiální vystoupení
V dubnu 2015 se James a jeho sestra lady Louise zúčastnili svého prvního zámořského angažmá. Doprovázeli své rodiče na výlet do Jihoafrické republiky. V září 2020 se James se svou rodinou zúčastnil akce Great British Beach Clean na pláži Southsea v Hampshire na podporu společnosti Marine Conservation.
V březnu 2022 se James zúčastnil vzpomínkové akce za prince Philipa, vévodu z Edinburghu. V červnu 2022 se zúčastnil Platinové národní bohoslužby a Platinové party v paláci.
Dne 17. září 2022, během období oficiálního smutku pro královnu Alžbětu II., se James připojil ke své sestře a šesti bratrancům a sestřenicím na 15minutovou vigilii kolem rakve zesnulé královny, jejíž rakev byla vystavena ve Westminster Hall. Dne 19. září 2022 se připojil k dalším členům rodiny na státním pohřbu.

## Tituly, oslovení a vyznamenání

### Tituly a oslovení
Od svého narození do března 2023 byl James oslovován jako vikomt Severn. Vytvořením tohoto vikomtátu královna uznala velšské kořeny Sophiiny rodiny; řeka Severn pramení ve Walesu. Patent vydaný v roce 1917 přiděluje všem dětem panovníkových synů titul prince a oslovení královské Výsosti. Když se jeho rodiče vzali, Buckinghamský palác oznámil, že jejich děti budou oslovovány jako děti hraběte, spíše než jako princ nebo princezna. Dvorní komunikace ho tedy označovala jako vikomta Severna. V roce 2020 vévodkyně z Edinburghu, tehdejší hraběnka z Wessexu a Forfaru, prohlásila, že James a jeho sestra Louise si ponechávají své královské tituly a oslovení a mohou se rozhodnout, zda je budou od 18 let používat.
Poté, co se jeho otec 10. března 2023 stal vévodou z Edinburgu, se James stal hrabětem z Wessexu.

### Vyznamenání
- 6. února 2012: Medaile diamantového výročí královny Alžběty II.[23]
- 6. února 2022: Medaile platinového výročí královny Alžběty II.[23]

V červnu 2008, aby ocenil návštěvu jeho otce v kanadské provincii Manitoba, pojmenoval guvernér Manitoby jezero na severu provincie po Jamesovi.